# Canisy
Canisy és un municipi francès situat al departament de la Manche i a la regió de Normandia. L'any 2007 tenia 1.032 habitants.

## Demografia

### Població
El 2007 la població de fet de Canisy era de 1.032 persones. Hi havia 400 famílies de les quals 99 eren unipersonals (25 homes vivint sols i 74 dones vivint soles), 144 parelles sense fills, 140 parelles amb fills i 17 famílies monoparentals amb fills.
La població ha evolucionat segons el següent gràfic:
Habitants censats

### Habitatges
El 2007 hi havia 450 habitatges, 406 eren l'habitatge principal de la família, 17 eren segones residències i 28 estaven desocupats. 422 eren cases i 27 eren apartaments. Dels 406 habitatges principals, 264 estaven ocupats pels seus propietaris, 128 estaven llogats i ocupats pels llogaters i 13 estaven cedits a títol gratuït; 1 tenia una cambra, 19 en tenien dues, 65 en tenien tres, 128 en tenien quatre i 193 en tenien cinc o més. 332 habitatges disposaven pel capbaix d'una plaça de pàrquing. A 200 habitatges hi havia un automòbil i a 158 n'hi havia dos o més.

### Piràmide de població
La piràmide de població per edats i sexe el 2009 era:
| Homes | Edats   | Dones |
| ----- | ------- | ----- |
| 0     | 95 o +  | 0     |
| 4     | 90 a 94 | 16    |
| 4     | 85 a 89 | 12    |
| 12    | 80 a 84 | 12    |
| 16    | 75 a 79 | 32    |
| 28    | 70 a 74 | 20    |
| 8     | 65 a 69 | 16    |
| 24    | 60 a 64 | 16    |
| 24    | 55 a 59 | 20    |
| 32    | 50 a 54 | 32    |
| 16    | 45 a 49 | 44    |
| 56    | 40 a 44 | 32    |
| 32    | 35 a 39 | 48    |
| 36    | 30 a 34 | 48    |
| 24    | 25 a 29 | 20    |
| 17    | 20 a 24 | 4     |
| 36    | 15 a 19 | 40    |
| 28    | 10 a 14 | 60    |
| 20    | 5 a 9   | 36    |
| 16    | 0 a 4   | 28    |

## Economia
El 2007 la població en edat de treballar era de 608 persones, 454 eren actives i 154 eren inactives. De les 454 persones actives 431 estaven ocupades (226 homes i 205 dones) i 22 estaven aturades (8 homes i 14 dones). De les 154 persones inactives 64 estaven jubilades, 54 estaven estudiant i 36 estaven classificades com a «altres inactius».

### Ingressos
El 2009 a Canisy hi havia 422 unitats fiscals que integraven 1.019 persones, la mediana anual d'ingressos fiscals per persona era de 16.932 €.

### Activitats econòmiques
Dels 64 establiments que hi havia el 2007, 2 eren d'empreses extractives, 3 d'empreses alimentàries, 1 d'una empresa de fabricació de material elèctric, 6 d'empreses de fabricació d'altres productes industrials, 13 d'empreses de construcció, 11 d'empreses de comerç i reparació d'automòbils, 5 d'empreses de transport, 2 d'empreses d'hostatgeria i restauració, 2 d'empreses financeres, 4 d'empreses immobiliàries, 1 d'una empresa de serveis, 10 d'entitats de l'administració pública i 4 d'empreses classificades com a «altres activitats de serveis».
Dels 16 establiments de servei als particulars que hi havia el 2009, 1 era una gendarmeria, 1 oficina de correu, 2 oficines bancàries, 1 guixaire pintor, 2 fusteries, 4 lampisteries, 3 electricistes i 2 perruqueries.
Dels 9 establiments comercials que hi havia el 2009, 1 era una botiga de més de 120 m², 2 fleques, 2 carnisseries, 1 una peixateria, 1 una llibreria, 1 una botiga de material de revestiment de parets i terra i 1 una joieria.
L'any 2000 a Canisy hi havia 26 explotacions agrícoles que ocupaven un total de 594 hectàrees.

## Equipaments sanitaris i escolars
El 2009 hi havia 2 farmàcies i 1 ambulància.
El 2009 hi havia 1 escola maternal i 1 escola elemental. Canisy disposava d'un col·legi d'educació secundària amb 272 alumnes.

## Poblacions més properes
El següent diagrama mostra les poblacions més properes.